# Kaple svatého Františka z Assisi (Olomouc)
Kaple svatého Františka z Assisi je součástí kláštera Kongregace  Milosrdných sester III. řádu sv. Františka v Olomouci. Byla vystavěna v roce 1898 v novorománském slohu a slouží liturgickým potřebám řádových sester. Veřejnosti  není běžně přístupná. 

## Historie
V roce 1857 olomoucký arcibiskup Bedřich Fürstenberk povolal do Olomouce členky Kongregace milosrdných sester III. řádu sv. Františka, aby pracovaly jako ošetřovatelky v zemské nemocnici a vedly církevní sirotčinec. Od roku 1884 bylo společenství majitelem  domu na rohu Akademické a Mariánské ulice, který užívalo pro potřeby kláštera, v němž žilo asi 100 sester. V roce 1898 byla k objektu přistavěna kaple zasvěcená sv. Františkovi z Assisi. 
Po nástupu komunistického režimu v Československu následovala léta perzekuce církevních řádů a kongregací. V roce 1957 byla činnost Milosrdných sester násilně zlikvidována, klášter v Olomouci musely opustit. Po dobu čtyřiceti let objekt užívala  firma  Stavoprojekt.  Milosrdným sestrám byl  navrácen až po revoluci v roce 1989 ve značně zdevastovaném stavu. V devadesátých letech prošel celý objekt i s kaplí generální opravou. Na přelomu 20. a 21. století v něm žilo deset sester. 
V letech 2010–2015 byla provedena nová úprava klášterního prostoru, jejíž součástí byla také zásadní proměna kaple. Realizovaný projekt získal v roce 2017  ocenění za nejzajímavější počin na poli architektury v Olomouckém kraji a stal se vítězem Ceny Rudolfa Eitelbergera. 

## Popis
Klášter s kaplí se nachází  v centru města na ulici Mariánská, která spojuje náměstí Republiky s Biskupským náměstím. Kaple je směrem k náměstí situována svým polygonálním presbytářem. Byla navržena v novorománském slohu, venkovní fasáda  ze světlých kamenných kvádrů je zdobena barevně odlišnými pilastry, obložením oken a iluzivní girlandou pod římsami. Má  vysoká, do oblouku zakončená okna. Šikmá, nad presbytářem valbová střecha je ozdobena mansardovými vikýři a na hřebenu má vysoký sanktusník.
Vnitřní jednolodní prostor s polygonální apsidou osvětlují vysoká vitrážová okna, v lodi podvojná. Nad nimi jsou namalovány medailony s portréty světců. Stěny do výše oken pokrývají ozdobné kachle. Strop v lodi, zaklenutý valenou klenbou, je zdobený pásy s jemným dekorem.  Na stropě v presbytáři je celoplošná výmalba s postavami světců. Okno v presbytáři je zdobeno vitráží s postavou sv. Františka, okna v lodi mají nové vitráže zpracované na motivy Františkovy Písně bratru slunci.
Po  delších stranách stolu stojícího uprostřed lodi v její podélné ose jsou rozmístěny lavice. Symbol stolu je dále rozvíjen oltářem Božího slova (ambonem), který začíná podélnou osu jako slovo vyřčené a reflektuje Slovo vtělené ve svatostánku, který osu uzavírá. Svatostánek pak tvoří centrální objekt vyvěšený ze závěru apsidy a samotná schrána s konsekrovanou hostií se po svém otevření stává ústředním momentem adorace – otevřenou náručí Kristovou.   Významným prvkem interiéru je centrální  lustr, velký kovový kruh pokrytý plátkovým zlatem. 
Na opačné kratší straně je vchod do kaple přes sakristii, která rozděluje loď na výšku a vytváří tribunu s balustrádou. Kaple je přímo napojena na obytné prostory kláštera.  